# Educatore professionale socio sanitario
L'Educatore professionale socio sanitario è, in Italia, una figura professionale che appartiene al novero delle professioni sanitarie della riabilitazione (SNT/02) che si occupa dell'attuazione di progetti educativi e riabilitativi nell'ambito di un progetto terapeutico all'interno di un'équipe multidisciplinare.

## Quadro normativo
La figura dell'Educatore professionale socio-sanitario con funzioni socio-sanitarie è stata individuata in Italia dal Decreto del Ministero della Sanità, 8 ottobre 1998, n. 520 come un
La Legge 205/2017, art. 1 commi 594-601, ha introdotto la distinzione tra educatore professionale socio pedagogico (che fa riferimento al percorso universitario di Scienze dell'Educazione e della Formazione, L19) ed educatore professionale socio sanitario. Quest'ultimo (comma 596) fa riferimento alla facoltà di Medicina e Chirurgia, e rientra tra le professioni sanitarie della riabilitazione SNT02. 
Il Decreto ministeriale 13 marzo 2018 ha istituito l'Albo della professione sanitaria di Educatore professionale" (art. 1). 
L'Associazione Nazionale Educatori Professionali (ANEP) ha curato i provvedimenti istituzionali istitutori della figura professionale con iniziative a partire dall'estate del 1997 in concerto con l'allora ministra della Salute Rosy Bindi e fino all'istituzione dell'Albo professionale. 

## Competenze e compiti
Il Decreto del Ministero della Sanità 8 ottobre 1998 n. 520 individua tra i compiti dell'Educatore professionale quelli di predisporre, mettere in atto e verificare, "nell'ambito di un progetto terapeutico elaborato da una équipe multidisciplinare", "interventi educativi mirati al recupero e allo sviluppo delle potenzialità dei soggetti in difficoltà per il raggiungimento di livelli sempre più avanzati di autonomia", operare nell'ambito "di servizi socio-sanitari e strutture socio-sanitarie-riabilitative e socio educative" integrandosi con altre figure professionali, coinvolgendo nel proprio intervento i soggetti interessati, le loro famiglie e la comunità di riferimento. Tutto ciò "allo scopo di favorire il reinserimento nella comunità". Rientra nel profilo professionale dell'educatore professionale la partecipazione "ad attività di studio, ricerca e documentazione" relative alle funzioni previste.
Come membro di una équipe multiprofessionale, l'operatore è impegnato nell'integrazione dei bisogni sanitari e di quelli sociali delle persone con patologie o interessate da qualsiasi altro disagio in un'ottica bio-psico-sociale. In quanto professione, è dotata di un profilo professionale definito dal D.M. 520/1998, un ordinamento universitario dedicato, del Codice deontologico, di un Core competence e di un Albo professionale. L'educatore professionale socio-sanitario opera nell'ambito socio-sanitario e nei presidi per la salute. Le aree d'intervento dell'educatore professionale sono le seguenti:
- Minori;
- Anziani;
- Disabilità;
- Salute mentale;
- Dipendenze;
- Marginalità sociale.

## Formazione
Successivamente al conseguimento del diploma di scuola superiore, il percorso di laurea prevede l'iscrizione ai Corsi di Laurea in Educazione professionale dei Dipartimenti di Medicina e Chirurgia, inquadrati nell'Unione Europea al VI livello dell'EQF o QEQ (tutte le lauree triennali). L'Art 3 del Decreto Ministeriale 520/98 prevede che: 
La didattica universitaria riguarda insegnamenti afferenti a diversi settori scientifici disciplinari (SSD), in cui sono previsti i seguenti ambiti disciplinari: scienze propedeutiche, biomediche, dell'educazione professionale sanitaria, umane e psicopedagogiche, medico-chirurgiche, della prevenzione dei servizi sanitari, interdisciplinari e cliniche, interdisciplinari, primo soccorso, management sanitario e tirocinio differenziato per specifico profilo. La formazione include percorsi professionalizzanti (tirocinio) presso le strutture sanitarie del Servizio Sanitario Nazionale e le strutture di assistenza Socio-Sanitaria e Sociale degli enti pubblici individuate nei protocolli d'intesa fra le Regioni e le stesse Università. L'abilitazione professionale si ottiene attraverso il conseguimento della laurea triennale ad accesso programmato, come per tutte le professioni sanitarie (L-SNT/02) ed il relativo esame di abilitazione alla professione.
Dopo la Laurea è possibile proseguire gli studi con la Laurea Magistrale LM/SNT2 in Scienze riabilitative delle professioni sanitarie che consente l'accesso alle qualifiche dirigenziali. Ulteriori possibilità di proseguimento degli studi sono i master o altri corsi.